# Ендру Богут
Ендру Богут (енгл. Andrew Michael Bogut; Мелбурн, 28. новембар 1984) бивши је аустралијски кошаркаш. Играо је на позицији центра.

## Каријера
Изабран је као 1. пик на НБА драфту 2005. од стране Милвоки бакса. Богут је уз то први Аустралијанац који је изабран као први пик НБА драфта. На универзитету је провео две сезоне. За Милвоки баксе је наступао седам сезона.
Дана 25. октобра 2013. године, Богут је потписао трогодишњи уговор са Голден Стејтом. Године 2015. са Ратницима долази до прве НБА титуле од 1975.

## Успеси

### Клупски
- Голден Стејт вориорси:
  - НБА (1): 2014/15.

### Појединачни
- Идеални тим НБА — трећа постава (1): 2009/10.
- Идеални одбрамбени тим НБА — друга постава (1): 2014/15.
- Идеални тим новајлија НБА — прва постава: 2005/06.
- Најкориснији играч Светског првенства до 19 година: 2003.

### Репрезентативни
- Океанијско првенство:  2015.
- Светско првенство до 19 година:  2003.